# Boston (Massachusetts)
Boston az Amerikai Egyesült Államok Massachusetts államának fővárosa, Új-Anglia legnagyobb, az ország 24. legnépesebb városa, és 1630-as alapításával az USA egyik legrégibb városa is. A Bostoni főegyházmegye érseki székvárosa. A város területe 125 km2, lakossága 2020-ban 675 647 fő volt. Suffolk megye székhelye (bár a megyei kormányt 1999.  július 1-jén feloszlatták). Boston és környéke, az ún. Greater Boston – melybe a kül- és elővárosokon kívül Cambridge (A Harvard Egyetem otthona), Quincy (John Adams és John Quincy Adams amerikai elnökök szülőhelye, a Dunkin Donuts és a Howard Johnson's szülővárosa), Newton (számos ismert személyiség egykori vagy jelenlegi lakhelye, a Boston College otthona), valamint Brookline (John F. Kennedy szülővárosa) városokat is magába foglalja – mintegy 4,4 milliós lakosságával az Egyesült Államok 11. legnépesebb ilyen jellegű területe.
Boston az Egyesült Államok egyik legrégebbi települése, amelyet a Shawmut-félszigeten alapítottak 1630-ban az azonos nevű angol város puritán telepesei. Az amerikai függetlenségi háború számos kulcsfontosságú eseményének színhelye volt, mint például: a bostoni mészárlás, a bostoni teadélután, a Bunker Hill-i csata és Boston ostroma. Amerika függetlenedése után a város továbbra is fontos kikötő és gyártási csomópont, valamint oktatási és kulturális központ volt. A város földjavítással és önkormányzati annektálással gyarapodott az eredeti félsziget. Gazdag története sok turistát vonz, egyedül a Faneuil Hall évente több mint 20 millió látogatót vonz.  Boston számos dolog első helyszíne: az Egyesült Államok első nyilvános parkja (Boston Common, 1634), az első állami iskola (Boston Latin School, 1635) és az első metrórendszer (Tremont Street metró, 1897).
Ma Boston a tudományos kutatás virágzó központja. A bostoni térség számos főiskolája és egyeteme világelsővé teszi a felsőoktatásban, beleértve a jogot, az orvostudományt, a mérnöki tudományokat és az üzleti életet. Emiatt a várost az innováció és a vállalkozói szellem világméretű úttörőjének tekintik. Boston gazdasági bázisa magában foglalja a pénzügyeket, a szakmai és üzleti szolgáltatásokat, a biotechnológiát, az információtechnológiát és a kormányzati tevékenységeket is. A város háztartásai az Egyesült Államokban a legmagasabb átlagos jótékonysági arányt tartják számon; a vállalkozások és intézmények a környezet fenntarthatósága és a beruházások terén az ország első helyei közé tartoznak. A város az egyik legmagasabb megélhetési költséggel rendelkezik az Egyesült Államokban, mivel dzsentrifikáción ment keresztül, bár továbbra is magas a világ élhetőségének rangsorában.

## Becenevei
Számos beceneve egyben múltját is összefoglalja. A „Város a hegyen” („City on a hill”) a közeli település, Massachusetts Bay Colony puritán kormányzója, John Winthrop adománya, aki Boston alapításakor a jelenések könyvében leírt bibliai „város a hegyen” (feltehetőleg az új Jeruzsálem) leírását szerette volna a valóságba átültetni. Ez egyben Boston eredeti három dombjára is utalás. A „Babváros” („Beantown”) arra a kezdeti tradícióra utal, mikor a város gazdasága még elsősorban az importált melaszból gyártott szárazbab-főzelék készítésére épült. „A világegyetem központja” („The hub of the universe”) az ismert és népszerű amerikai fizikusból lett író, Oliver Wendell Holmes „találmánya”, az amerikai történelemben akkoriban még mindig betöltött központi szerepe (pl: Bostoni teadélután) okán. William Tudor, a város egy prominens lakója, az első amerikai irodalmi folyóirat, a North American Review alapítója adta a városnak, annak a teljes Amerikai Egyesült Államokra gyakorolt kulturális és intellektuális hatásainak elismeréséül, az „Amerika Athénja” („Athens of America”) becenevet. Néha „Puritán városnak” is hívják (Puritan city), utalva arra a tényre, hogy Bostont 400 puritán telepes alapította 1630. november 17-én. A „Szabadság bölcsője” becenevet az amerikai függetlenségi háborúban betöltött központi, vezető szerepe alapján kapta. A XIX. században „A rövidáru városa” néven is emlegették. Mióta a séta népszerűvé vált a környéken, nagyjából azóta viseli az „Amerika sétáló városa” („America's Walking City”) nem hivatalos becenevet is. A város lakója angolul Bostonian.

## Történelme
„Azon politikai eseményekben, melyek az egész ország sorsát döntően befolyásolták, és azon emberek gondolkodásának alakításában, akik azon célból jöttek, hogy egy nagy nemzetet teremtsenek, Boston vezető szerepet játszott”
/id. Henry Cabot Lodge, neves helyi politikus, Massachusetts állam korábbi kormányzója/

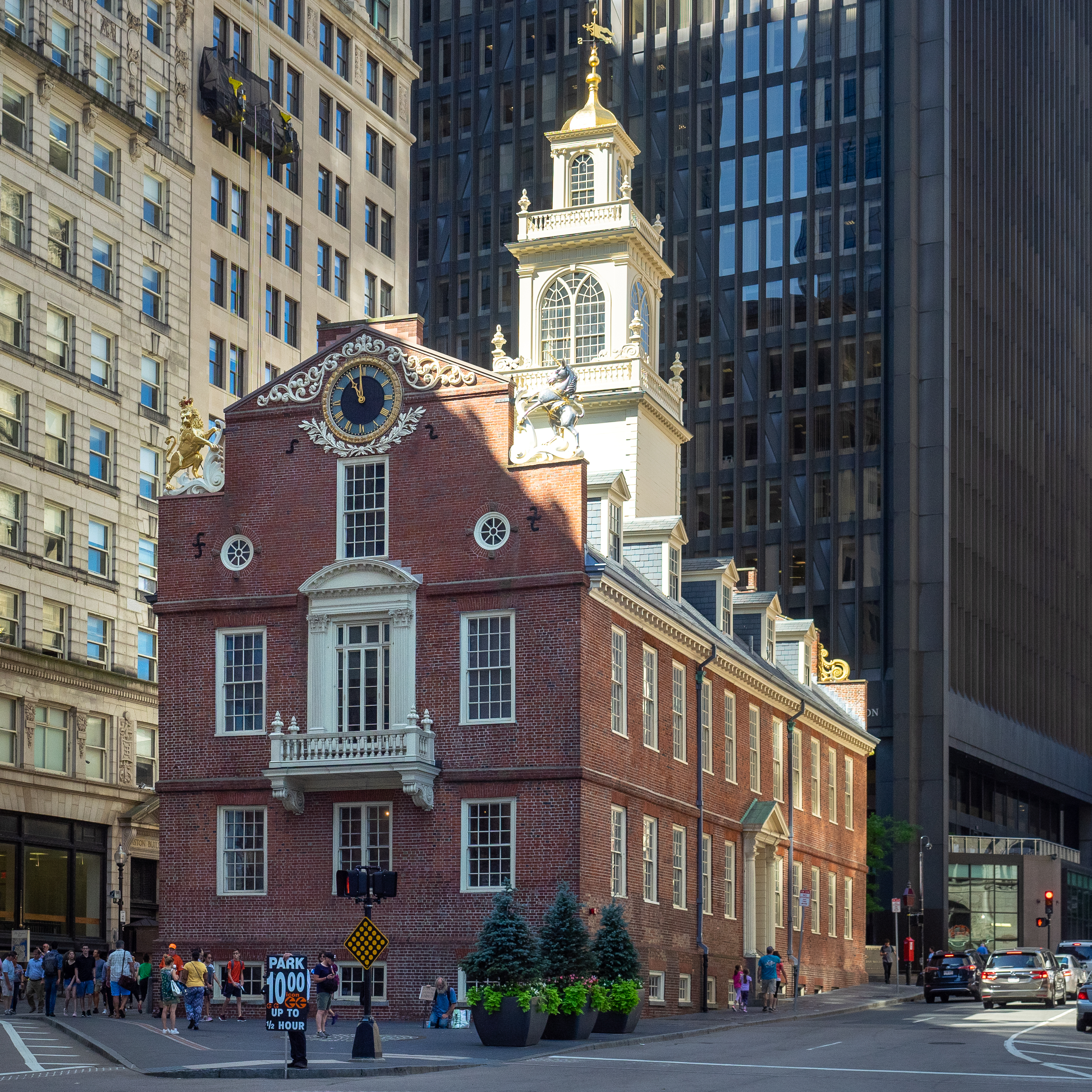
Az 1713-ban épült Old State House, melynek erkélyéről a függetlenségi nyilatkozatot először olvasták fel nyilvánosan Bostonban

Bostont 1630. november 17-én, alapították Angliából érkezett puritánok az ottani őslakosok által Shawmut névre keresztelt félszigeten. A félszigetet egy vékony földnyelv kötötte össze a szárazfölddel, mely a Massachusetts-öblöt és a Charles folyó torkolatát választotta el egymástól. Boston első európai telepesei a környéket a Trimountaine névvel illették. Nem sokkal később a lincolnshire-i (Anglia) Bostonból érkezett telepesek átnevezték szülővárosuk után Bostonná. Az első lakosok túlnyomórészt puritánok voltak. Massachusetts Bay Colony akkori kormányzója, John Winthrop, egy népszerű prédikációt tartott, melyben a várost a bibliában leírt „város a hegyenhez” hasonlította, ezzel elültetve a lakosságban azt a hitet, hogy Bostonnak különleges kapcsolata van Istennel. (Winthrop volt az, aki aláírta a Cambridge megállapodást, mely gyakorlatilag a város alapító okirata) A puritán etikett egy hihetetlenül stabil és jól szervezett közösséget teremtett. Alig öt évvel Boston létrehozása után, 1635. április 23-án megalapították a mai USA első állami iskoláját, a Boston Latin Schoolt, egy évre rá, 1636. szeptember 8-án pedig az USA első felsőoktatási intézményét, a Harvard főiskolát, melyből később a Harvard Egyetem lett. A kemény munka, morális becsületesség és az oktatásra helyezett nagy hangsúly azóta is Boston kultúrájának részét képezi. Az 1760-as évekig Boston volt az észak-amerikai gyarmatok legnagyobb, leggazdagabb és legbefolyásosabb városa.
Az 1770-es években a felerősödő Brit törekvések amerikai gyarmataik abszolút irányítására (főleg adóztatással) indíttatta a városiakat az amerikai függetlenségi háború „kirobbantására”. A bostoni mészárlás, a bostoni teadélután, illetve a kezdeti harcok is, ideértve a Lexington és concordi ütközetet, a Bunker Hill-i csatát és Boston ostromát, mind itt történtek. A Lexington és Concord közötti ütközet előtti éjjelen vágtázott Paul Revere az ott tartózkodó amerikai csapatokat figyelmeztetni a (másnap odaérkező) brit csapatokról. A szabadságharc után hamar a világ egyik leggazdagabb kikötővárosává fejlődött, azon okból, hogy földrajzilag Boston az Európához legközelebbi amerikai, nagyméretű kikötőváros – fő exportcikkei ekkor a rum, a hal, a só és a dohány voltak. Szintén ebben a korban kezdtek a régi bostoni családokra úgy tekinteni, mint a nemzet szociális és kulturális elitjére. 1822-ben, Boston városi oklevelet kapott. az 1800-as évek közepére a városi ipar gazdasági értelemben átvette a vezető szerepet a nemzetközi kereskedelemtől. Az 1900-as évek elejéig Boston az ország egyik legnagyobb ipari központja maradt, gépgyártása, ruha és bőripara pedig nemzetközi hírnévnek örvendett. A környéket behálózó számos kisebb-nagyobb folyó lehetővé tette a könnyű szállítást, és kedvezett a malom- és a gyáriparnak is. Később, a még sűrűbb vasúti hálózat csak fokozta a fejlődést. A 19. század közepe és vége között Boston kulturális élete virágkorát élte, ismertté vált kifinomult irodalmi életéről és a művészetek nagylelkű támogatásáról. Szintén ekkor vált az abolicionizmus központjává is.

## Népesség
| Lakosok száma | 10 567 | 24 937 | 61 392 | 177 840 | 448 477 | 670 585 | 770 816 | 641 071 | 589 141 | 675 647 |
|               | 1722   | 1800   | 1830   | 1860    | 1890    | 1910    | 1940    | 1970    | 2000    | 2020    |

## Éghajlat
| Hónap                         | Jan. | Feb. | Már. | Ápr. | Máj. | Jún. | Júl. | Aug. | Szep. | Okt. | Nov. | Dec. | Év   |
| ----------------------------- | ---- | ---- | ---- | ---- | ---- | ---- | ---- | ---- | ----- | ---- | ---- | ---- | ---- |
| Átlagos max. hőmérséklet (°C) | 2,4  | 4,0  | 7,7  | 13,4 | 19,1 | 24,7 | 27,7 | 26,7 | 22,7  | 16,6 | 11,1 | 5,4  | 15,2 |
| Átlagos min. hőmérséklet (°C) | −5,4 | −4,0 | −0,4 | 4,8  | 10,0 | 15,3 | 18,6 | 18,2 | 14,2  | 8,1  | 3,4  | −2,1 | 6,8  |
| Átl. csapadékmennyiség (mm)   | 85   | 83   | 110  | 95   | 88   | 94   | 87   | 84   | 87    | 100  | 101  | 96   | 1110 |
| Havi napsütéses órák száma    | 164  | 169  | 214  | 228  | 266  | 288  | 300  | 275  | 237   | 207  | 144  | 142  | 2634 |
| Forrás: NOAA                  |      |      |      |      |      |      |      |      |       |      |      |      |      |

## Kultúra

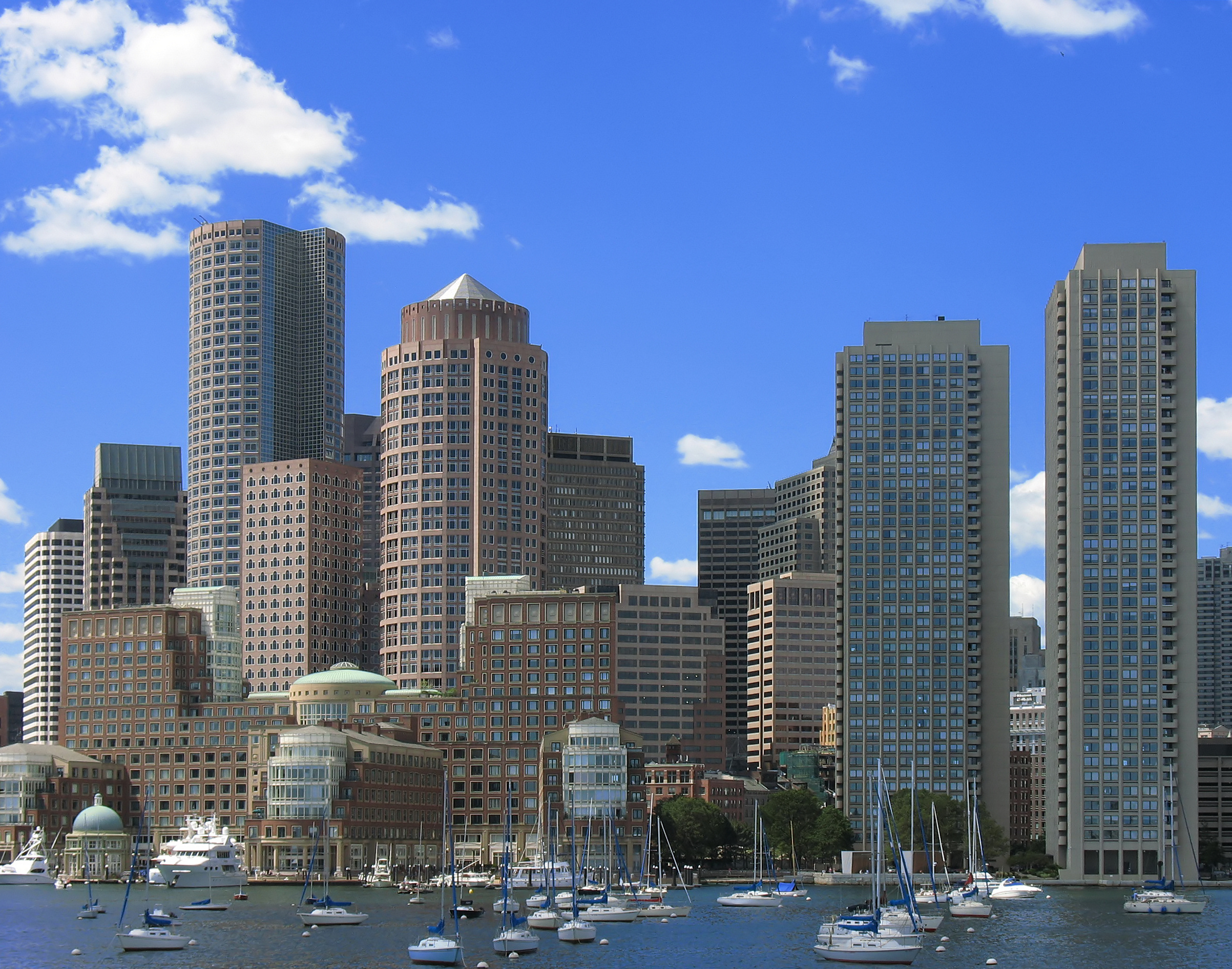
A downtown (belváros)

### Múzeumok
- Concord Museum: a város történetét mutatja be
- The Institue of Contemporary Art: kortárs művészetek intézete
- Isabella Stewart Gardner Museum
- John F. Kennedy Presidential Library and Museum: John F. Kennedy életének bemutatása
- Museum of Fine Arts: Szépművészeti Múzeum
- Peabody Essex Museum
- Museum of Science: tudományos múzeum interaktív kiállításokkal
- Boston Children's Museum: gyermekeknek szóló múzeum

## Sportélete

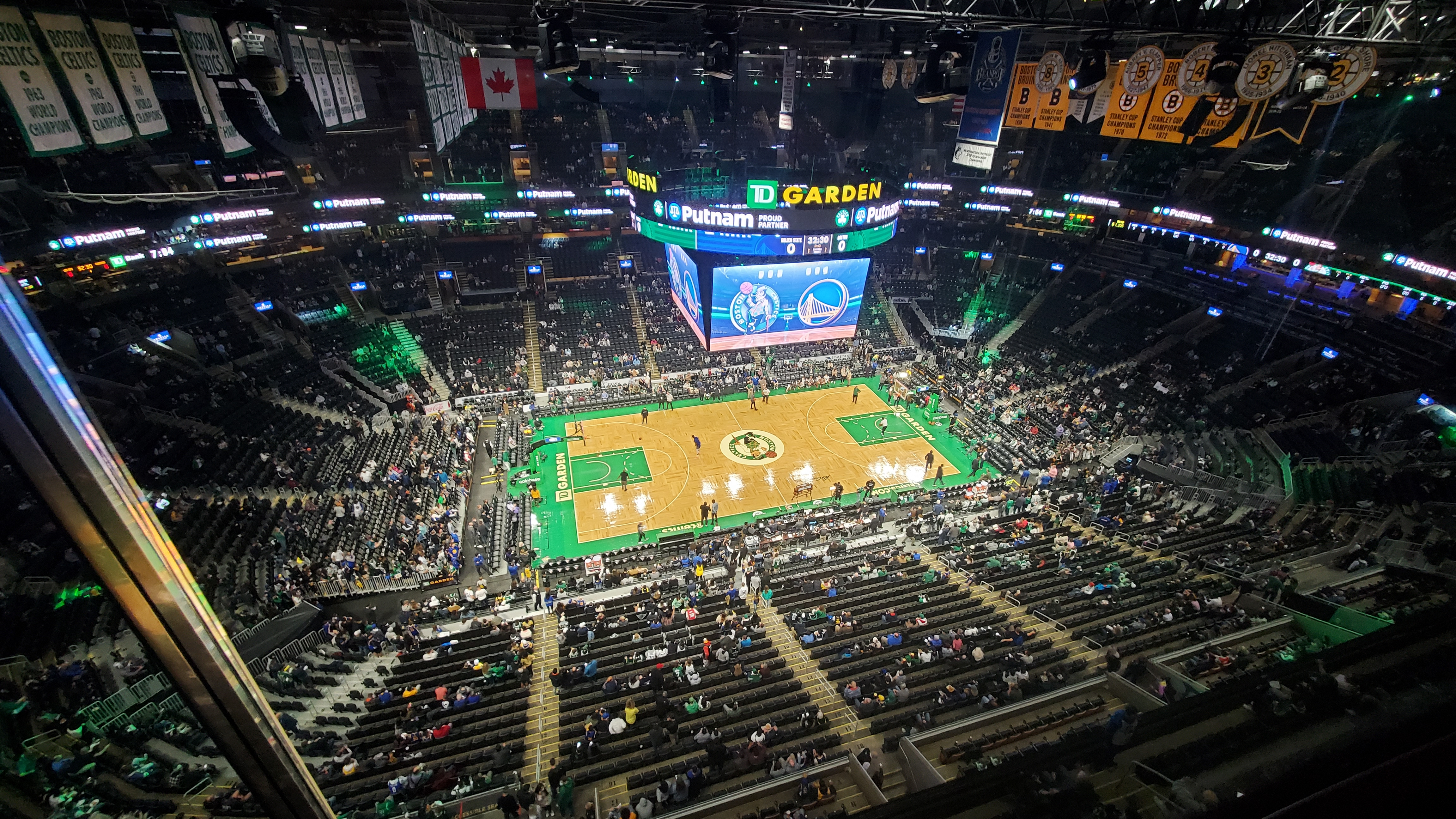
Celtics rendezvény helyszín

| Csapat                 | Sport            | Bajnokság                       | Aréna            |
| ---------------------- | ---------------- | ------------------------------- | ---------------- |
| Boston Red Sox         | baseball         | Major League Baseball           | Fenway Park      |
| New England Patriots   | amerikai futball | National Football League        | Gillette Stadion |
| Boston Celtics         | kosárlabda       | National Basketball Association | TD Garden        |
| Boston Bruins          | jégkorong        | National Hockey League          | TD Garden        |
| New England Revolution | labdarúgás       | Major League Soccer             | Gillette Stadion |

## A város szülöttei
- Edgar Allan Poe
- Benjamin Franklin
- Mark Wahlberg
- Uma Thurman
- Donna Summer
- Leonard Nimoy
- Chris Evans

## Testvértelepülések
Bostonnak tizenegy testvérvárosa van
- Kiotó, Japán
- Strasbourg, Franciaország
- Barcelona, Spanyolország
- Hangcsou, Kína
- Padova, Olaszország
- Melbourne, Ausztrália
- Beira, Mozambik
- Tajpej, Kínai Köztársaság
- Sekondi-Takoradi, Ghána
- Belfast, Egyesült Királyság
- Praia, Zöld-foki Köztársaság

## Képgaléria

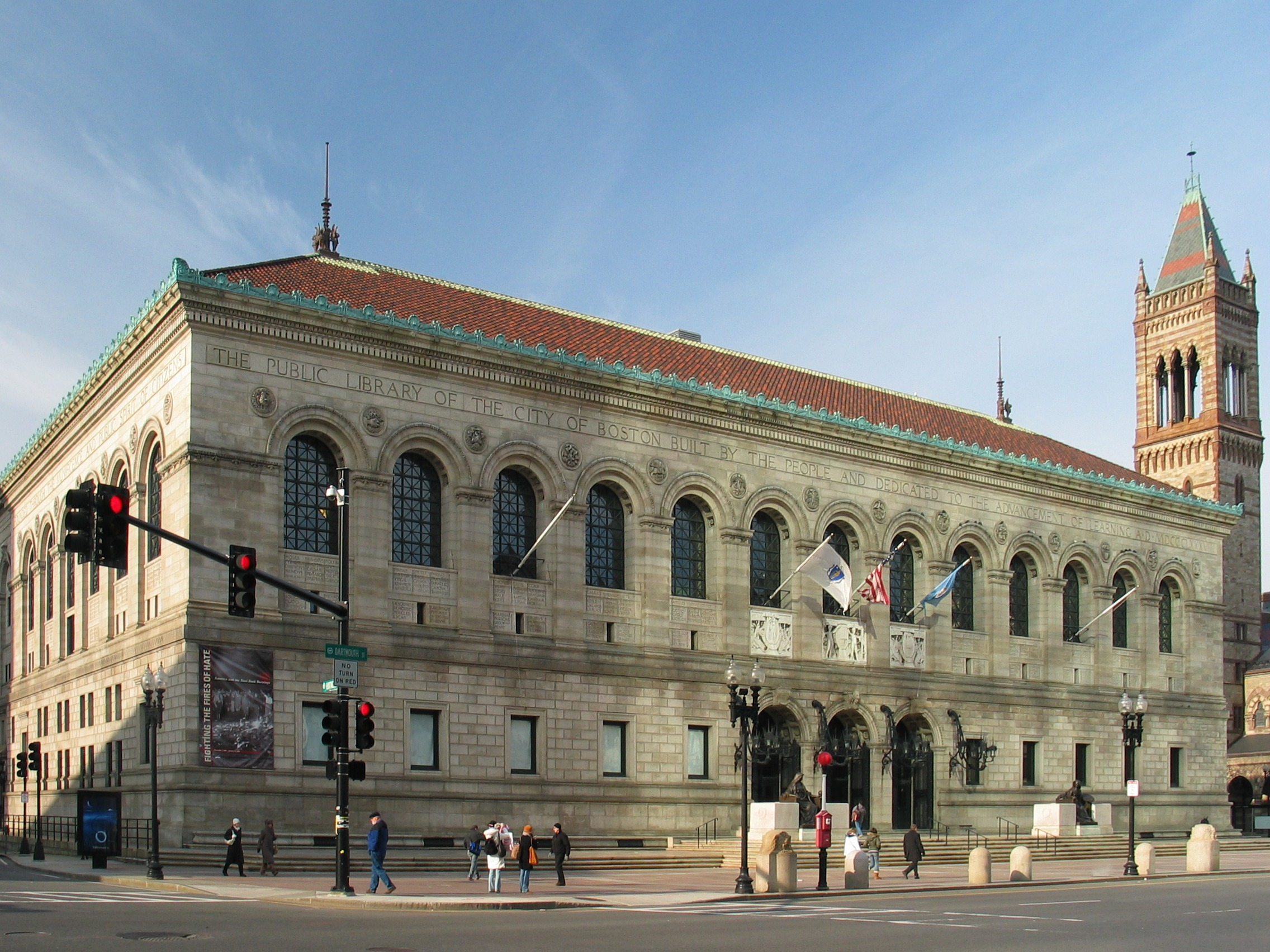
Bostoni Közkönyvtár
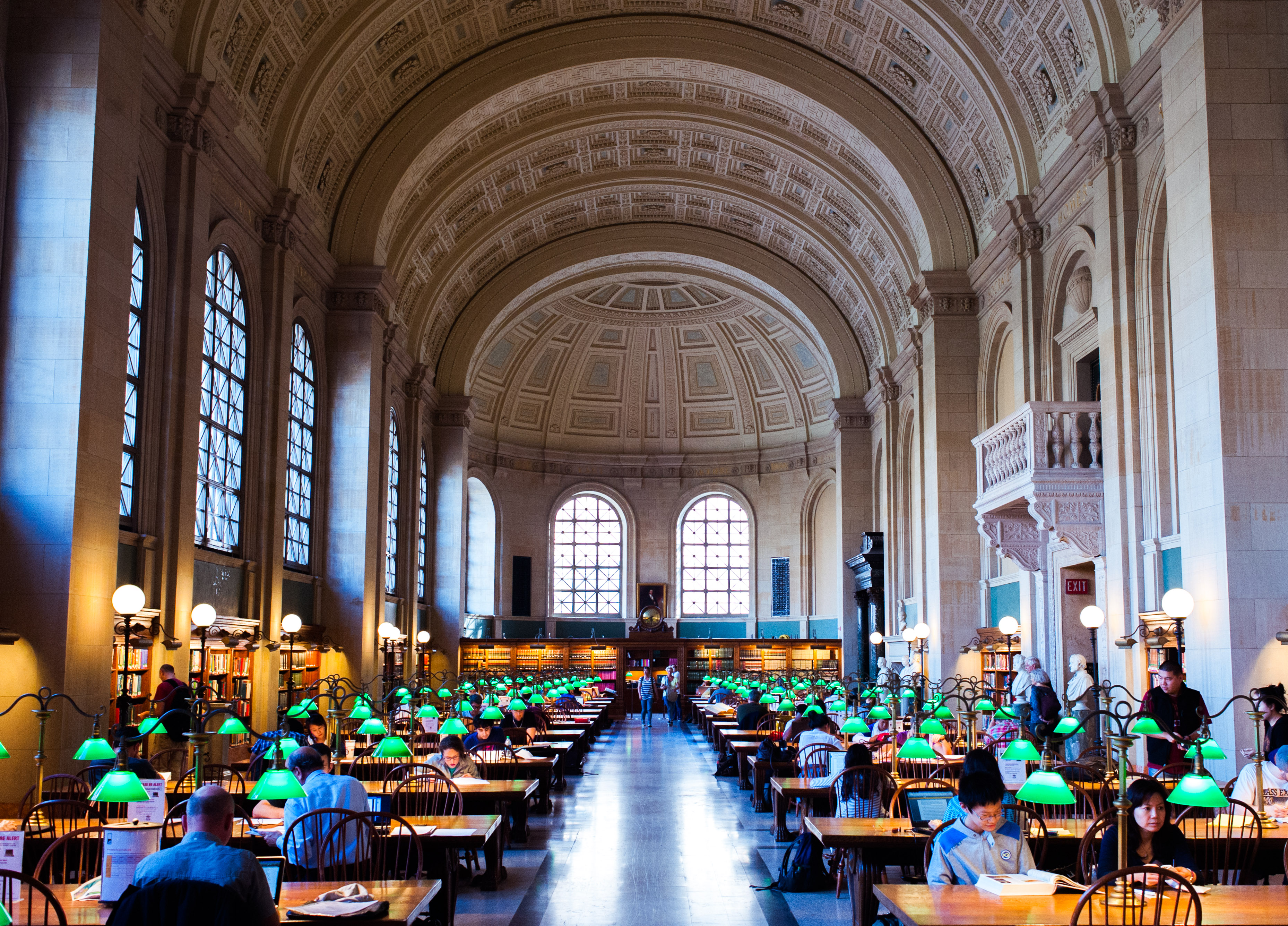
Bostoni Közkönyvtár
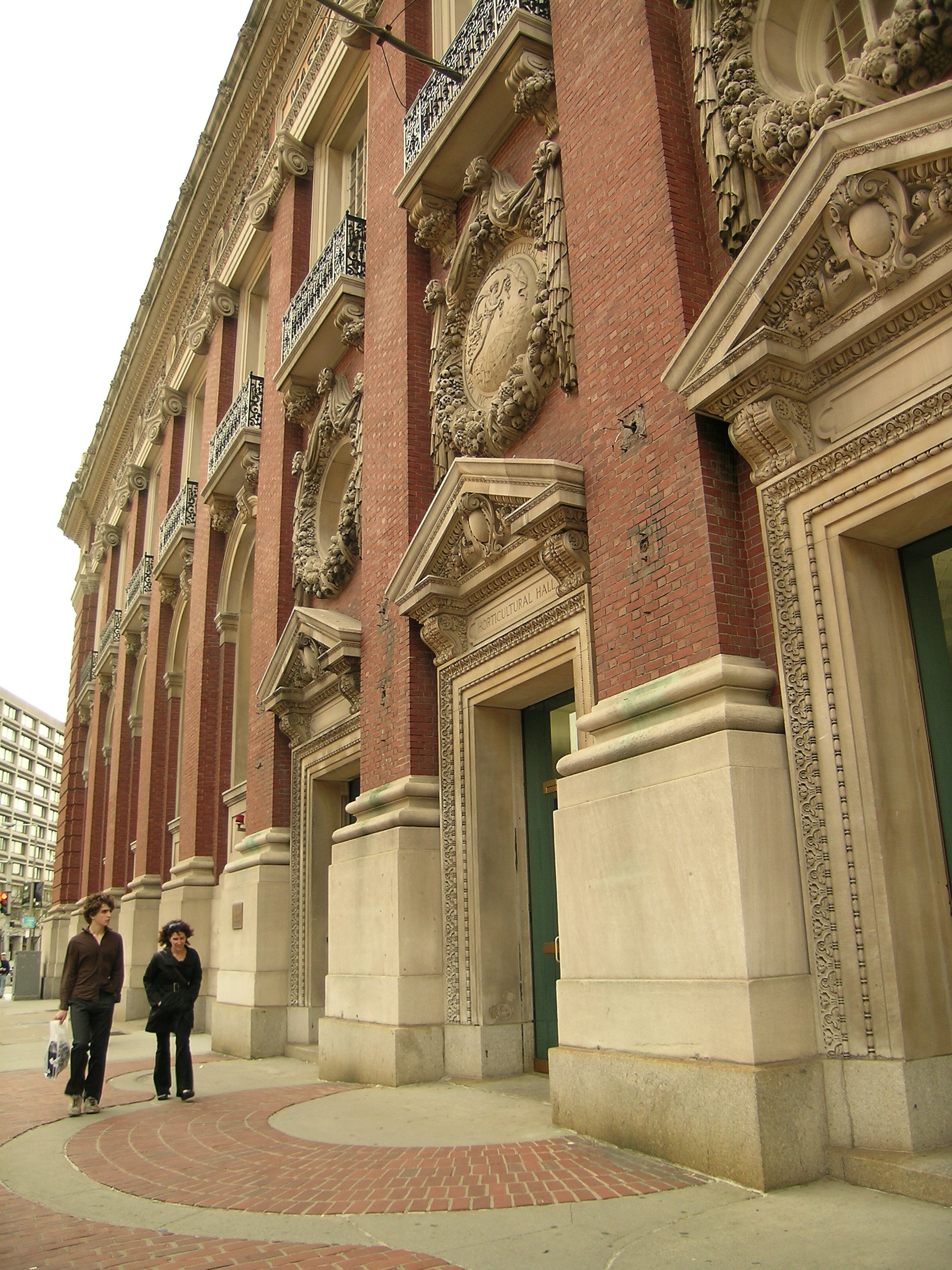
Kertészeti csarnok
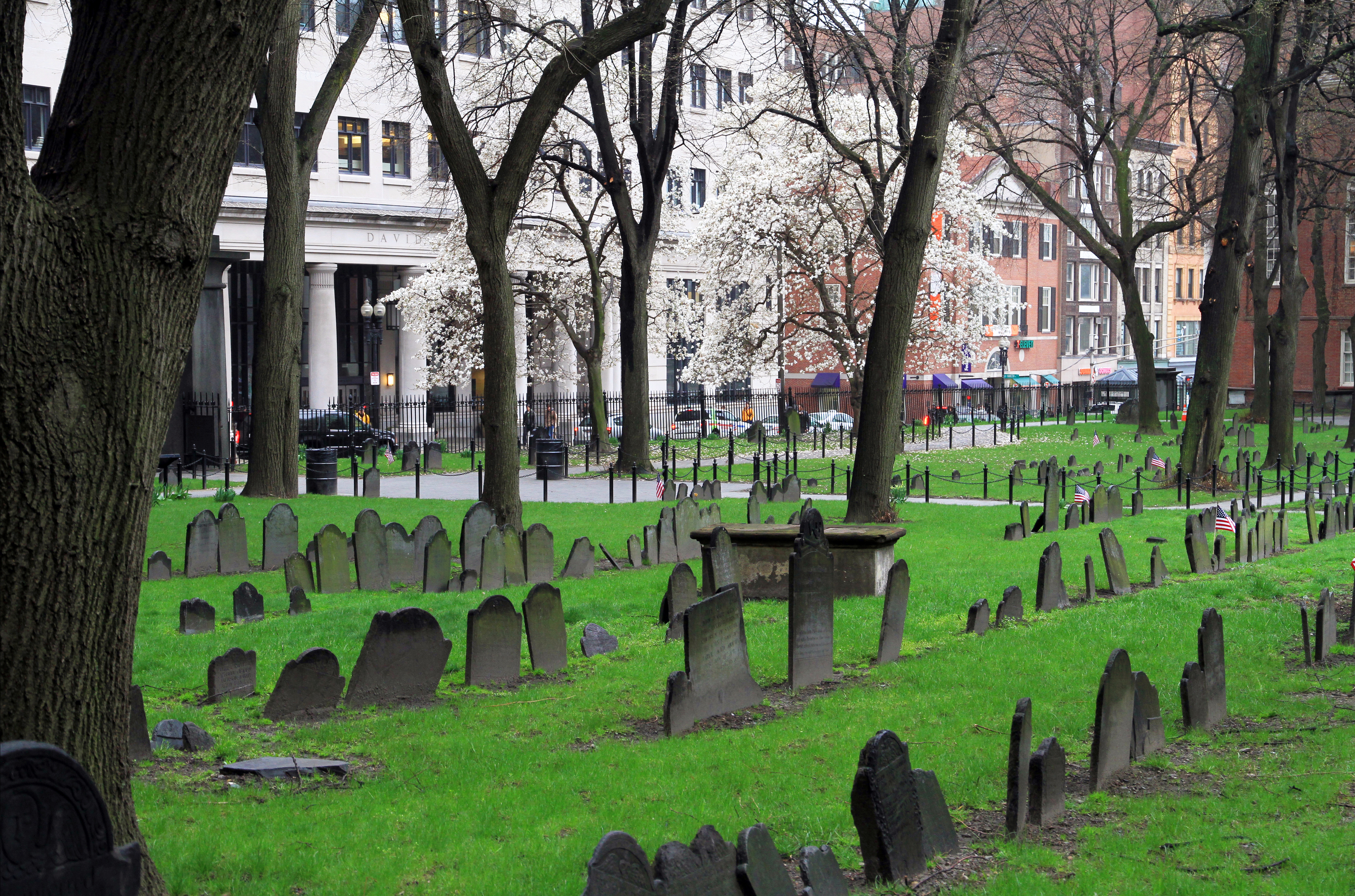
Bostoni temető
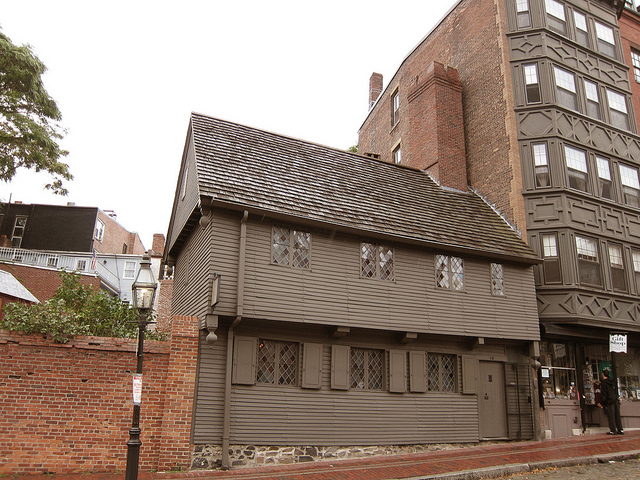
Paul Revere ház
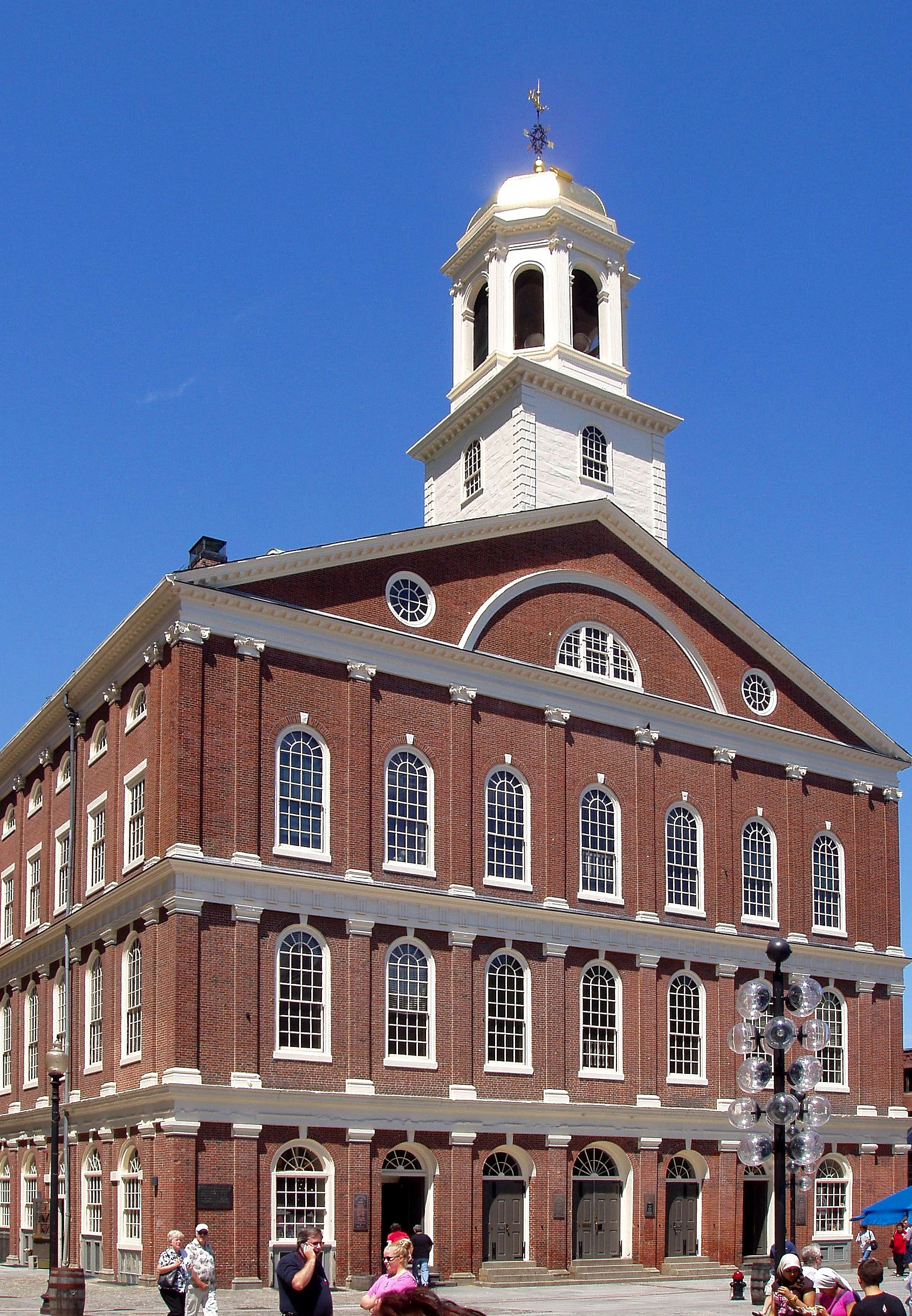
Faneuil terem
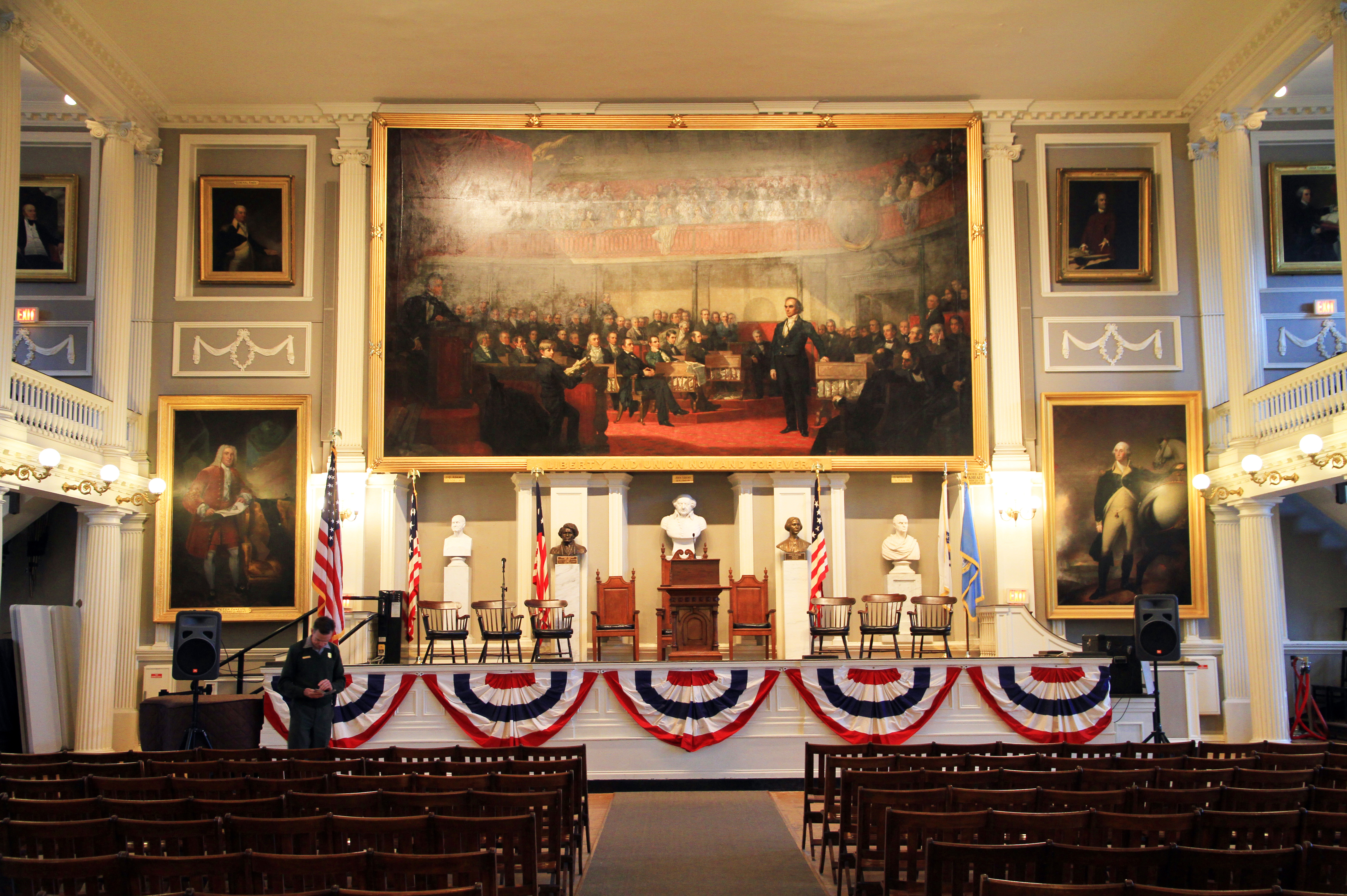
Faneuil terem
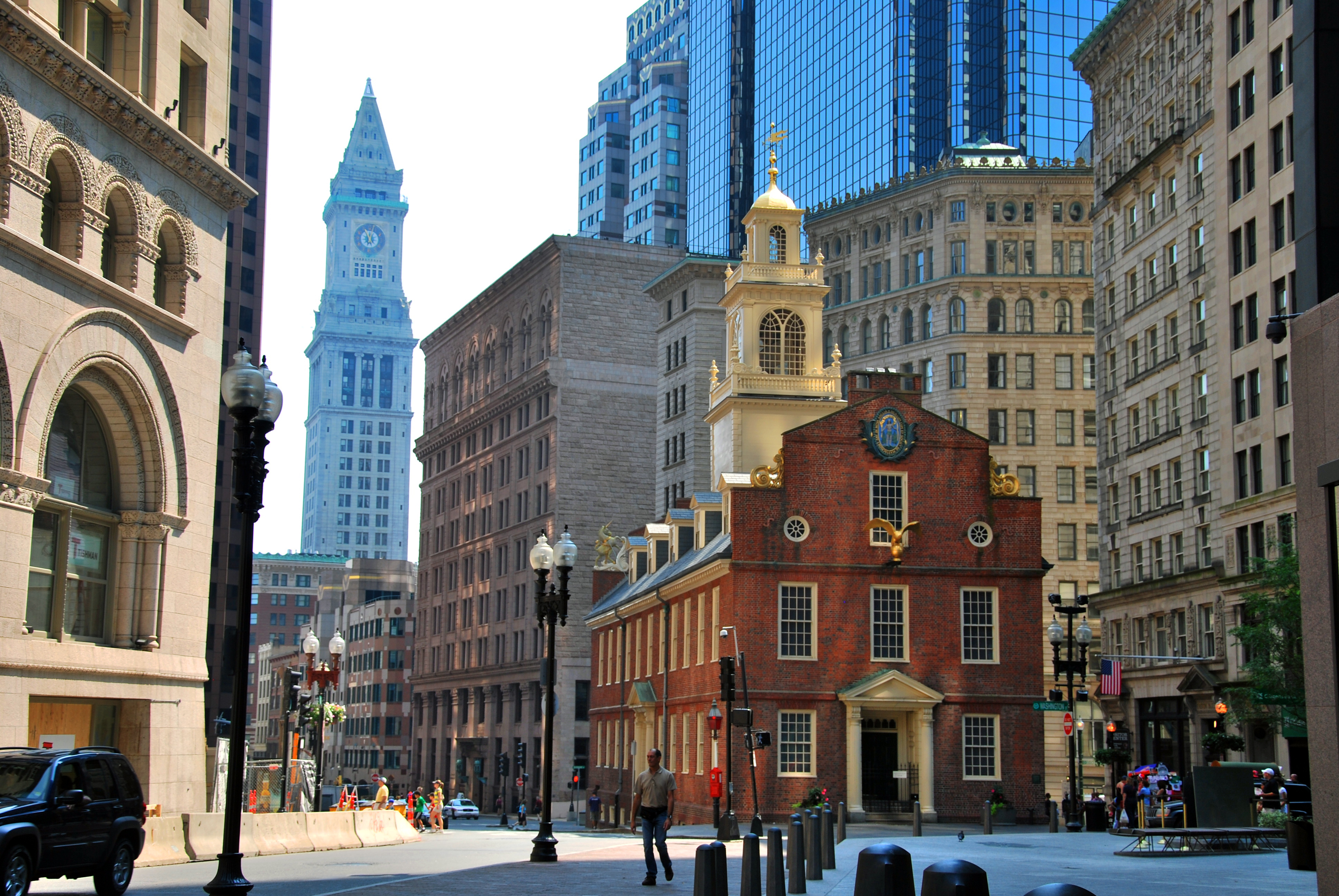
Massachusetts régi törvényhozási épülete
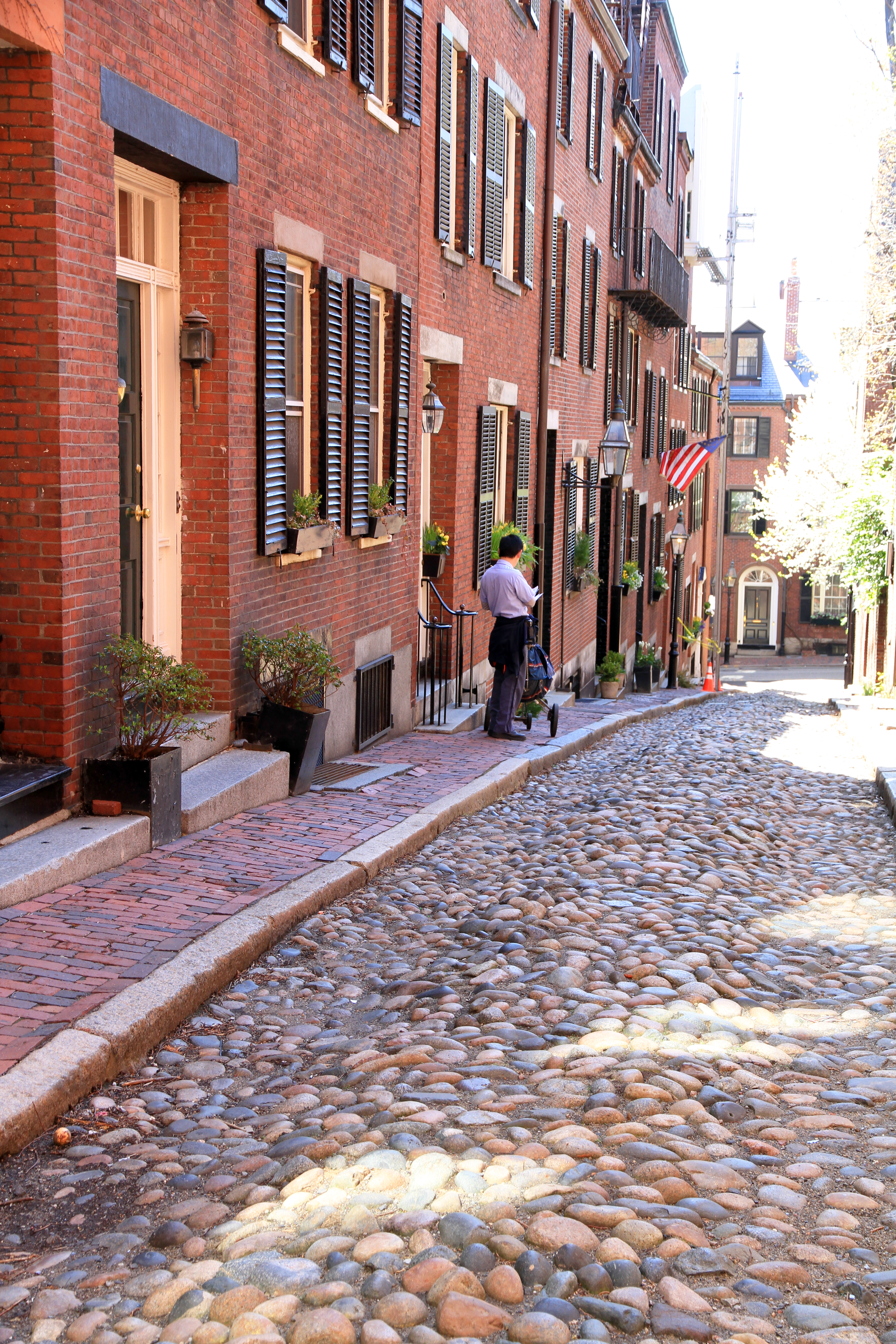
Beacon Hill
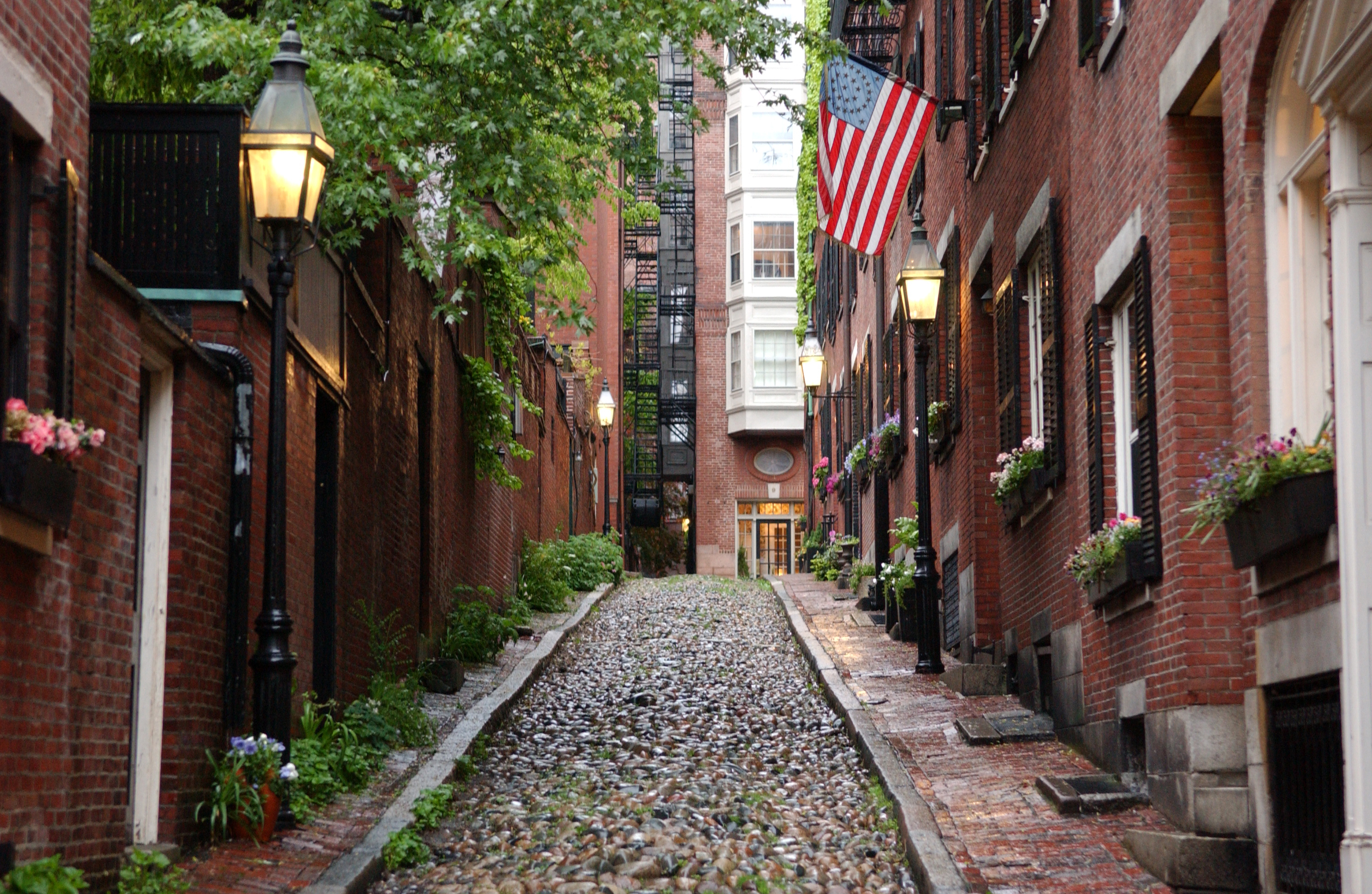
Beacon Hill
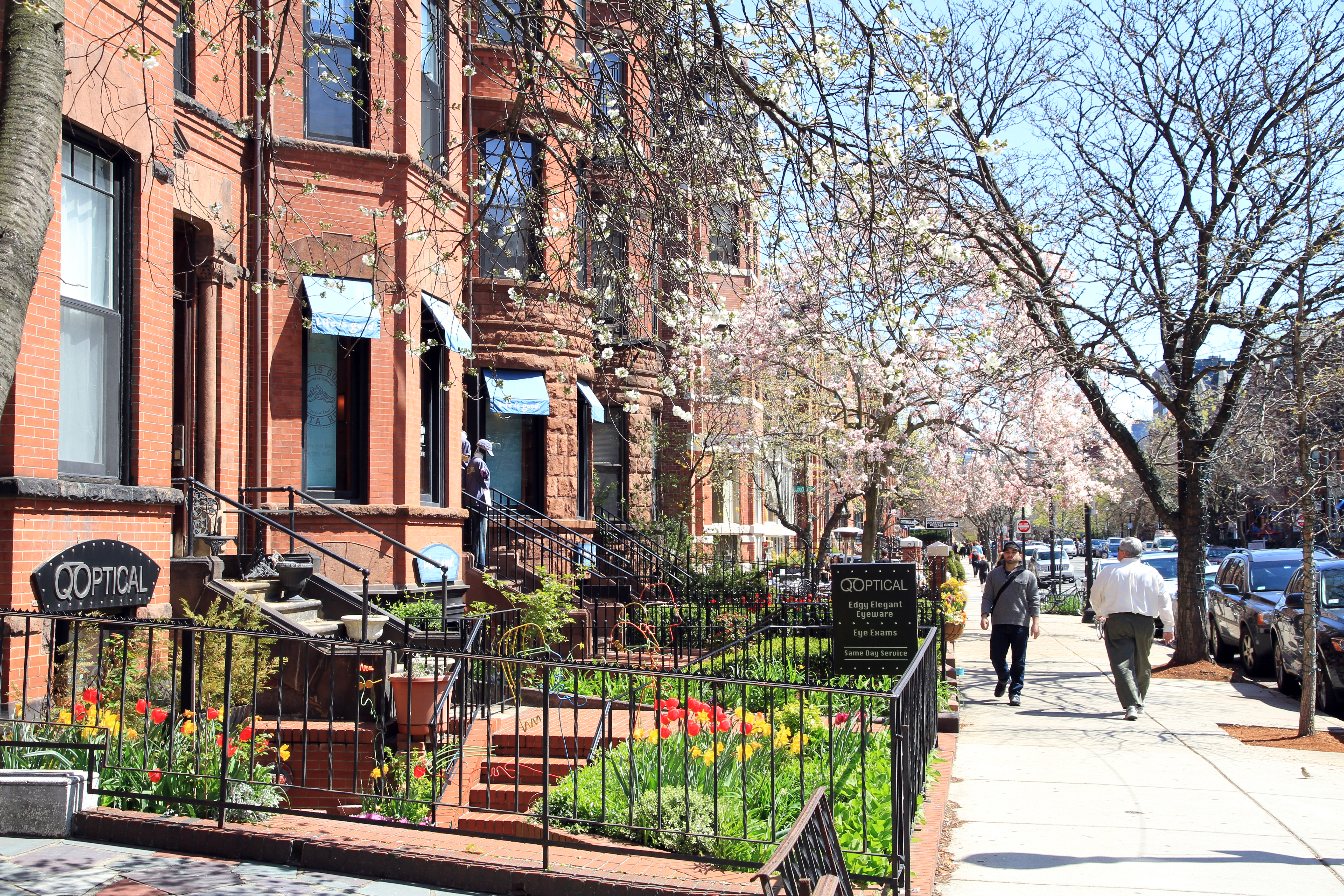
Newbury utca
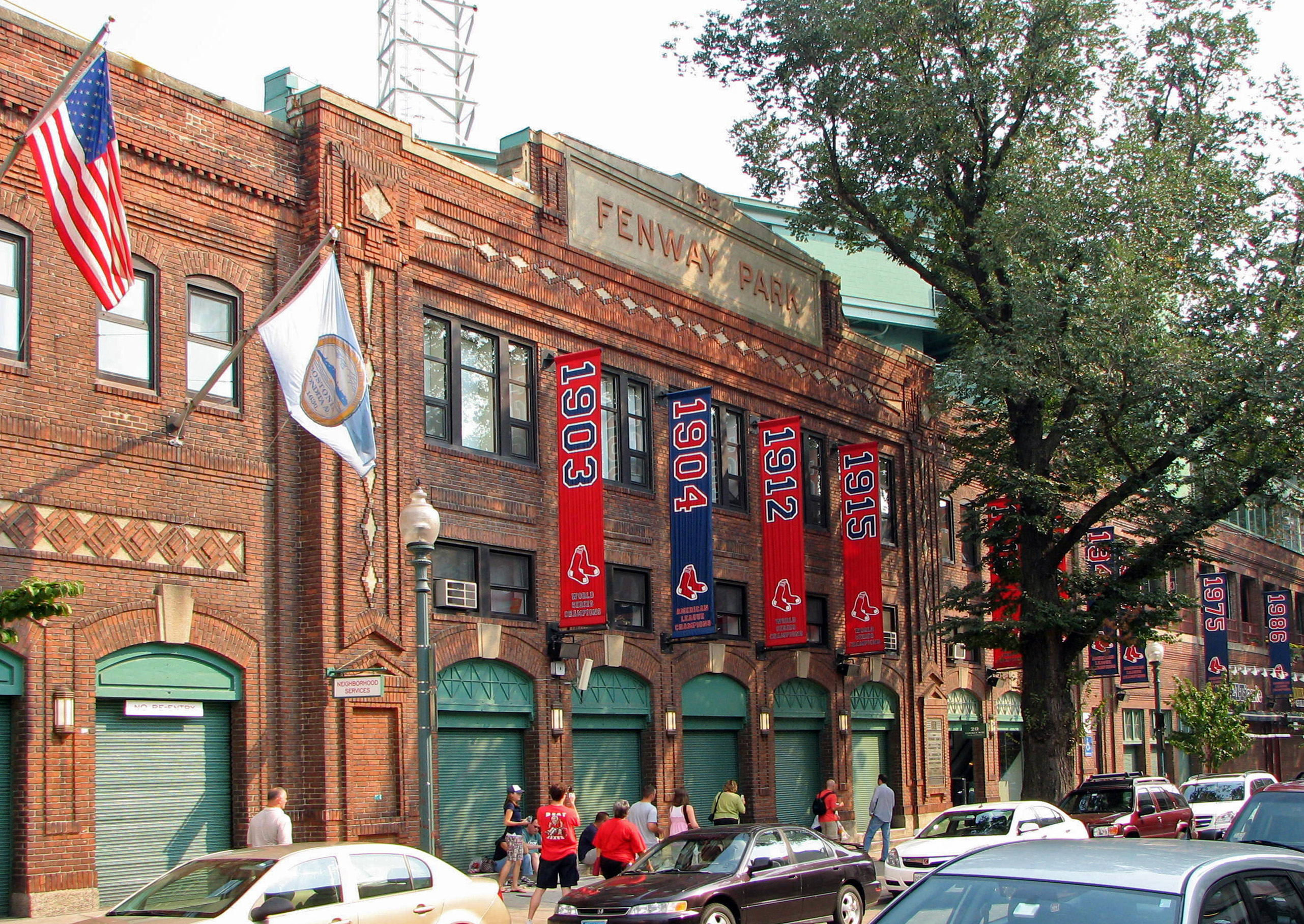
Fenway Park
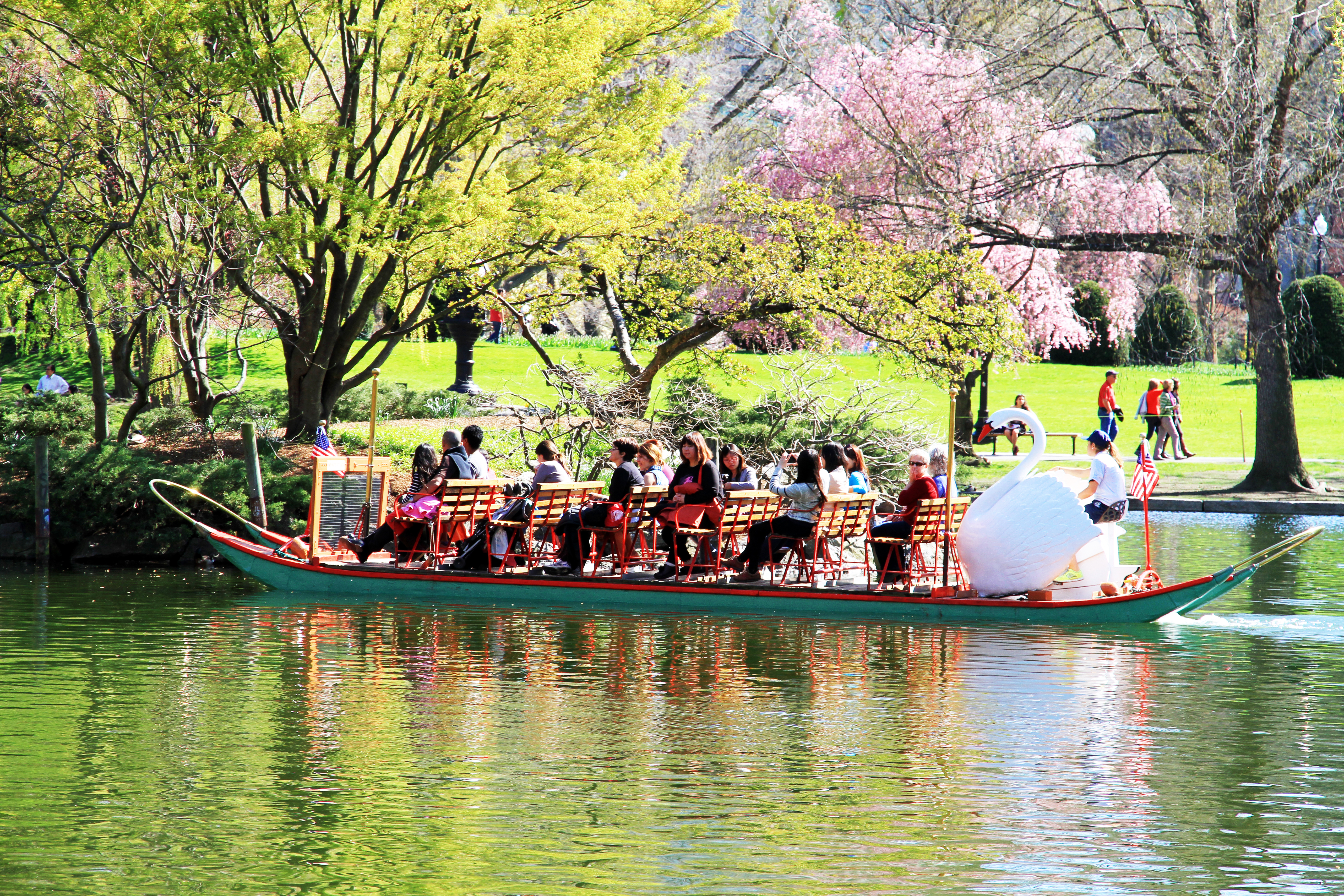
Hattyú hajó a bostoni nyilvános kertben
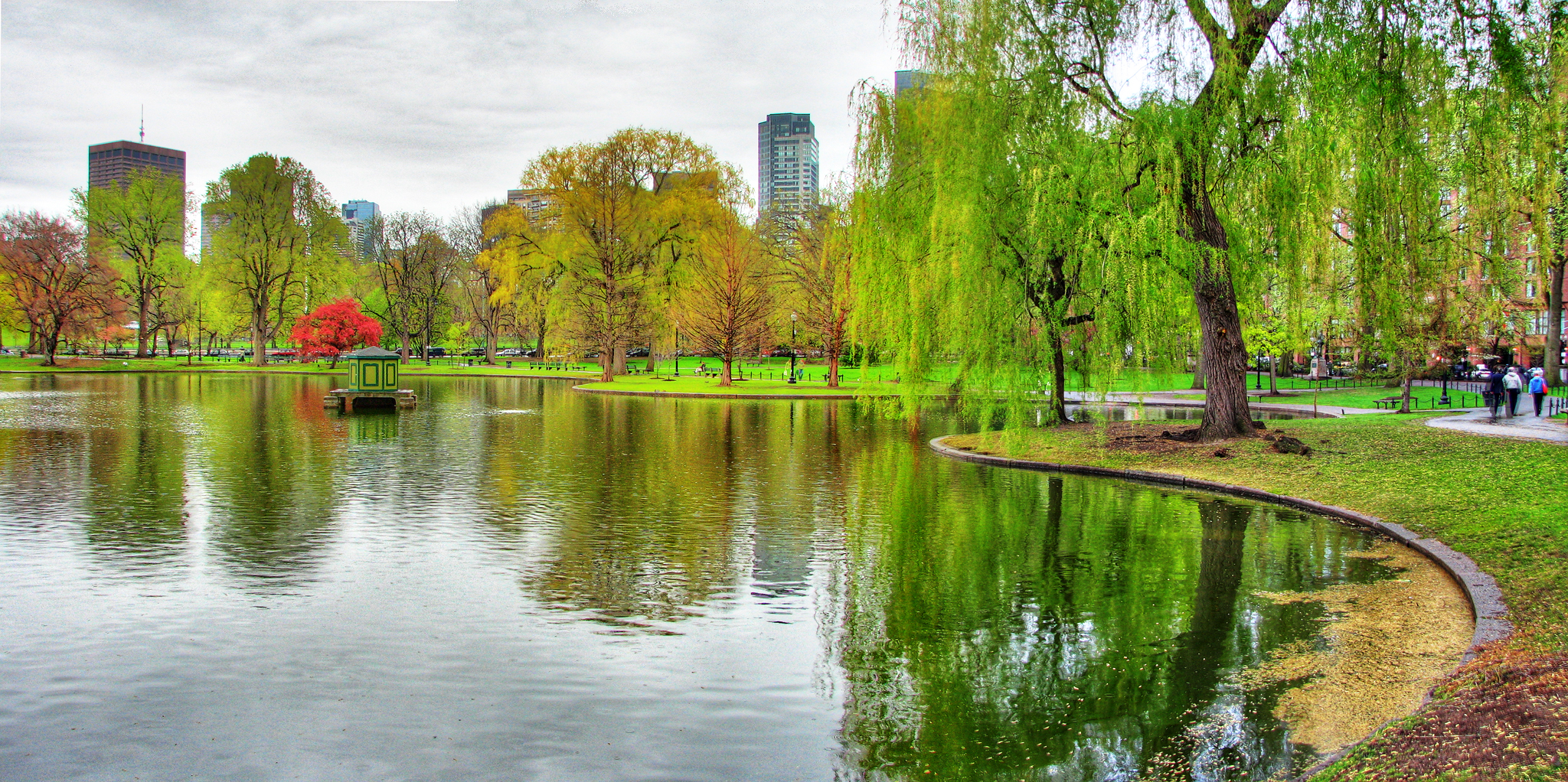
A bostoni közpark
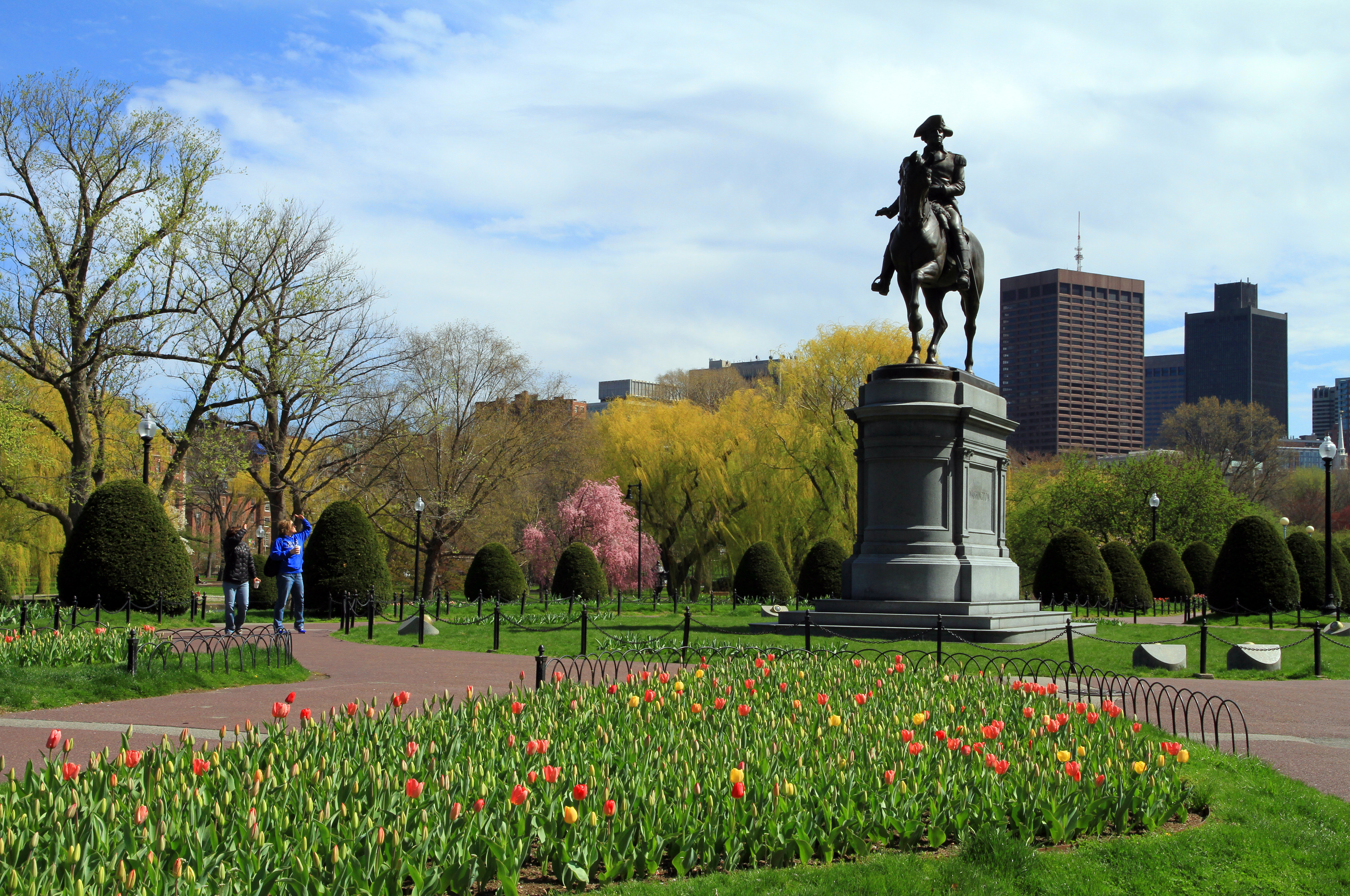
George Washington szobra a bostoni közparkban
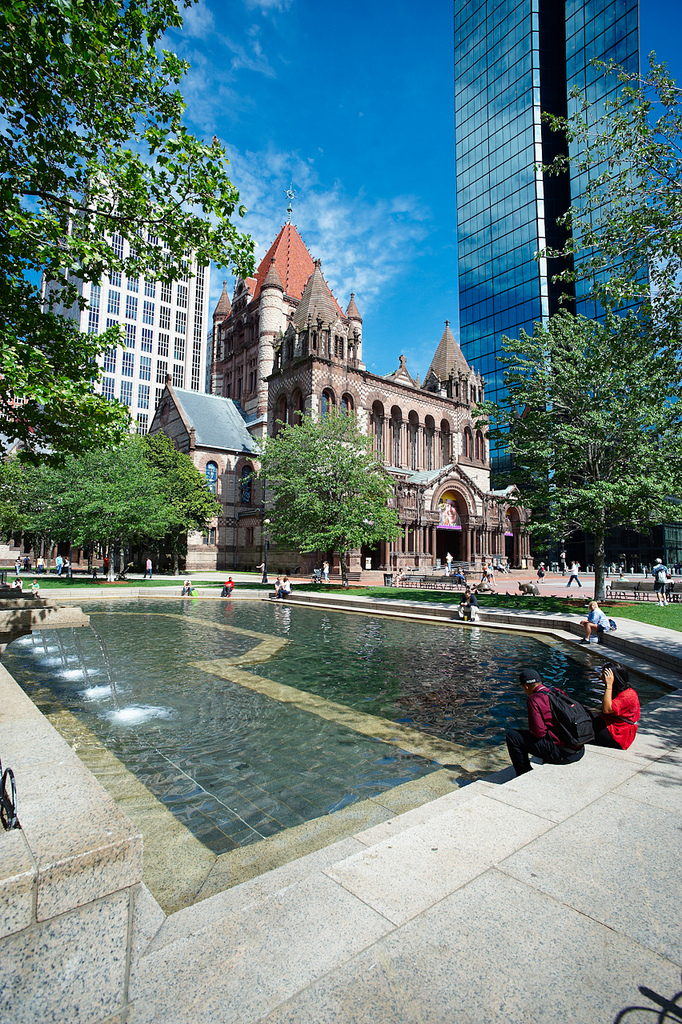
Szentháromság templom a Copley téren
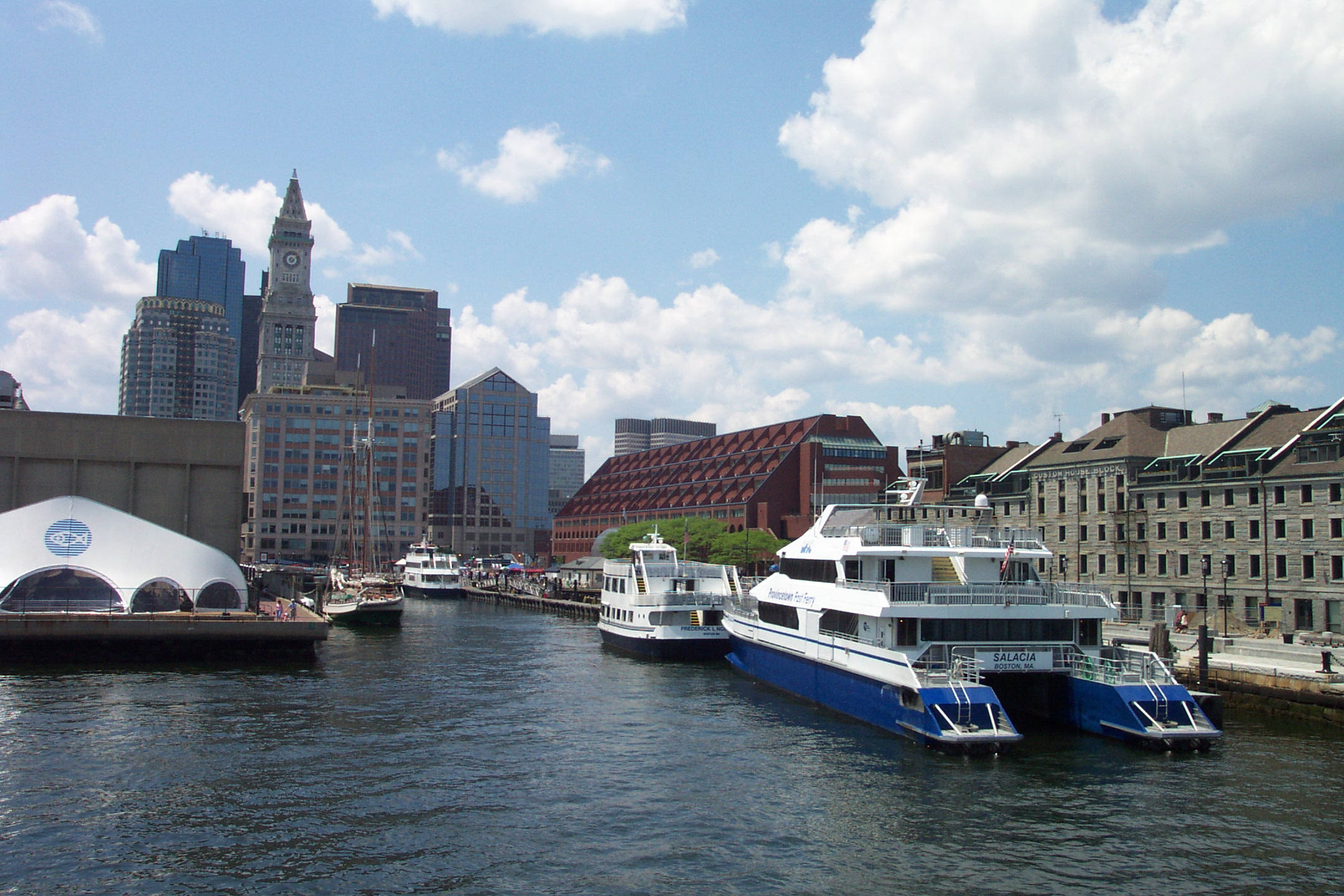
Bostoni rakpart
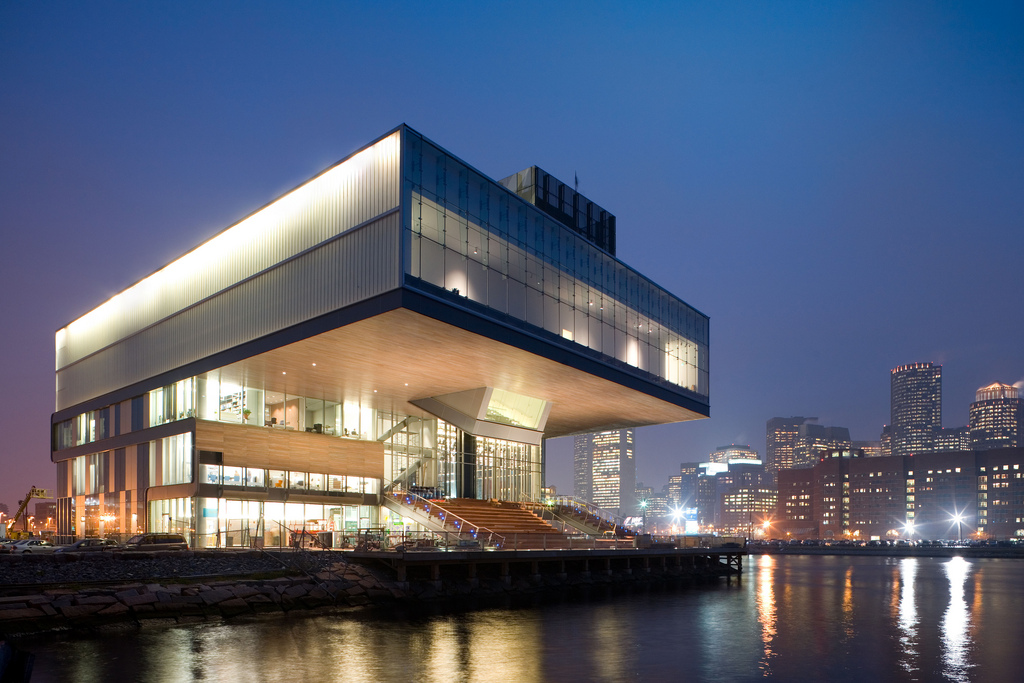
Institute of Contemporary Art a kikötőben Kelet-Bostonban
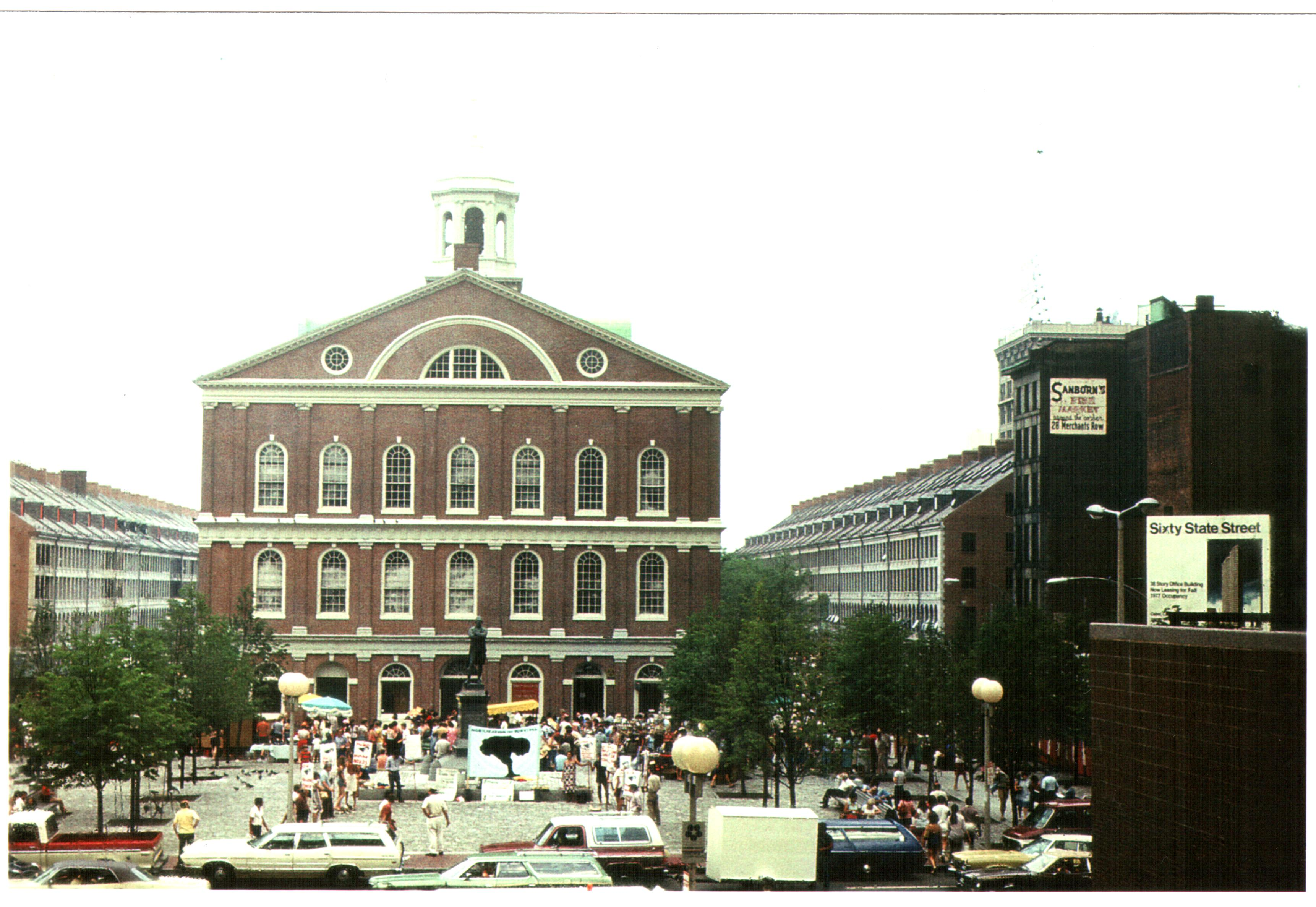
Tüntetés Bostonban az atomenergia felhasználása ellen